# Личинкоїд флореський
Личинкоїд флореський (Pericrocotus lansbergei) — вид горобцеподібних птахів родини личинкоїдових (Campephagidae). Ендемік Малих Зондських островів в Індонезії. Вид названий на честь Йогана Вільгельма ван Лансберґе, 49-го генерал-губернатора Нідерландської Ост-Індії.

## Опис

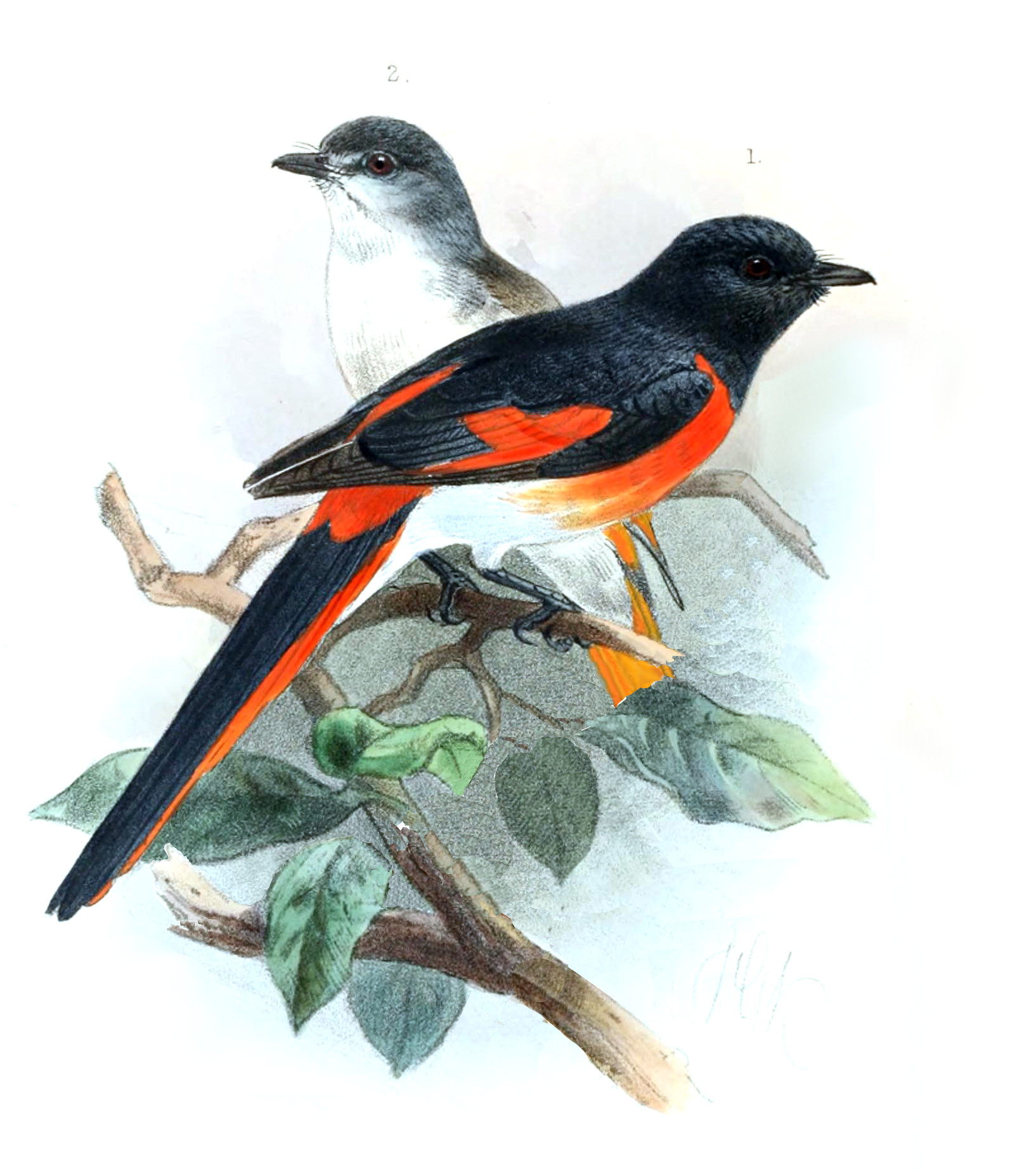
Пара флореських личинкоїдів

Довжина птаха становить 16 см. У самців голова, верхня частина тіла, горло і верхня частина грудей чорні, блискучі, гузка і верхні покривні пера хвоста оранжево-червоні, на крилах оранжево-червоні плями. Стернові пера оранжево-червоні, центральні стернові пера чорні. Груди і верхня частина живота оранжево-червоні, решта живота білувата. Очі темно-карі, дзьоб і лапи чорні. У самиць ті частини оперення, які у самців чорні є світло-коричневими, надхвістя тьмяно-жовте, а горло і нижня частина тіла сірувато-білі або білі. Забарвлення молодих птахів подібне до забарвлення самиць.

## Поширення і екологія
Флореські личинкоїди мешкають на островах Сумбава, Комодо, Рінка, Флорес, Адонара та на сусідніх островах. Вони живуть у вологих рівнинних і гірських тропічних лісах. Зустрічаються парами або невеликими зграйками, на Сумбаві на висоті до 1150 м над рівнем моря, на Флоресі на висоті до 1820 м над рівнем моря, переважно на висоті до 500 м над рівнем моря. Іноді приєднуються до змішаних зграй птахів. Живляться комахами та іншими безхребетними. Сезон розмноження триває з квітня по червень.